# Поли, Даниель
Даниель Поли (фр. Daniel Pauly; род. 2 мая 1946, Париж) — французский биолог, видный специалист по морским ресурсам и рыбоводству, занимающийся исследованиями в области биоразнообразия, последствиями чрезмерного вылова рыбы, глобальными морскими экосистемами.
Член Канадского королевского общества (2003), хабилит. Dr. rer. nat., профессор Университета Британской Колумбии. В 2003 году Scientific American назвал его в числе 50 самых влиятельных учёных планеты.

## Биография
Родился в семье американца и француженки, однако отец вскоре их покинул. Вырос во франкоязычной части Швейцарии, законченное образование получил в Германии. В 1969 году получил абитур. Окончил с отличием ‘Sehr gut’ Кильский университет (1974) и там же получил докторскую степень Doctor rerum naturalium Magna cum laude по биологии рыб (1979) и хабилитировался по морским наукам в 1985 году. В 2002 году он станет почётным профессором альма-матер.
С 1979 года в Международном центре по управлению живыми водными ресурсами (ICLARM, ныне это WorldFish) в Маниле на Филиппинах: сперва постдок, с 1980 года ассоциированный научный сотрудник, с 1985 года старший научный сотрудник, с 1994 года главный научный советник, а в 1997—2000 годах научный советник проекта FishBase. Сооснователь этого проекта, он курировал его создание, ныне эта база данных о рыбах является крупнейшей в мире и широкодоступна.
С 1994 года профессор Университета Британской Колумбии, в 2003—2008 гг. директор его Центра рыбоводства, а ныне удостоен высшей чести этого университета — звания University Killam Professor.
Главный исследователь Sea Around Us (organization). Фелло AAAS (с 2013). Гражданин Франции и с 2014 года также гражданин Канады.
Автор более тысячи научных работ, в частности, многих опубликованных в Science и Nature, автор более 30 книг. Содействовал разработке Ecopath.
Удостоен семи почётных докторских степеней университетов Европы и Канады, среди вручителей — Университет Аристотеля в Салониках (2005), Монреальский университет (2007), Лёвенский католический университет (2008).

## Награды
- 2001 — Murray Newman Award for Excellence in Marine Conservation Research
- 2001 — Oscar E. Sette Award, American Fisheries Society
- 2004 — Roger Revelle Medal, Intergovernmental Oceanographic Commission
- 2004 — Award of Excellence, American Fisheries Society
- 2005 — Edward T. LaRoe III Memorial Award (Society for Conservation Biology)
- 2005 — International Cosmos Prize
- 2006 — Zayed International Prize for the Environment[англ.]
- 2006 — Volvo Environment Prize
- 2007 — ECI Prize[англ.]
- 2007 — Ted Danson Ocean Hero Award, Oceana (non-profit group)[англ.]
- 2008 — Ramon Margalef Prize in Ecology[англ.], Женералитет Каталонии, Испания
- 2011 — Гран-при Société française d'écologie et d'évolution[фр.]
- 2012 — Премия Ниренберга
- 2015 — Peter Benchley Ocean Award (в науке)
- 2016 — Albert Ier Grand Medal (в науке), самая престижная награда Океанографического музея Монако[3]
- 2016 — Scientifique de l'année (Société Radio-Canada)[фр.][5]
- 2017 — Ocean Award[8]
- 2017 — Sir John William Dawson Medal[англ.][6]
- BBVA Foundation Frontiers of Knowledge Award (2019)

Кавалер ордена Почётного легиона (2017).